# Brasilidia
Brasilidia es un género de Protura en la familia Acerentomidae.

## Especies
- Brasilidia auleta Szeptycki & Bedano, 2003
- Brasilidia nagaroorica Prabhoo, 1977
- Brasilidia sanmartini Tuxen, 1984
- Brasilidia tropica Nosek, 1973